# Brandvial
Brandvial (Lathyrus gorgoni) är en ärtväxtart som beskrevs av Filippo Parlatore. Enligt Catalogue of Life ingår Brandvial i släktet vialer och familjen ärtväxter, men enligt Dyntaxa är tillhörigheten istället släktet vialer och familjen ärtväxter. Arten förekommer tillfälligt i Sverige, men reproducerar sig inte. Inga underarter finns listade i Catalogue of Life.